# Vampire Weekend

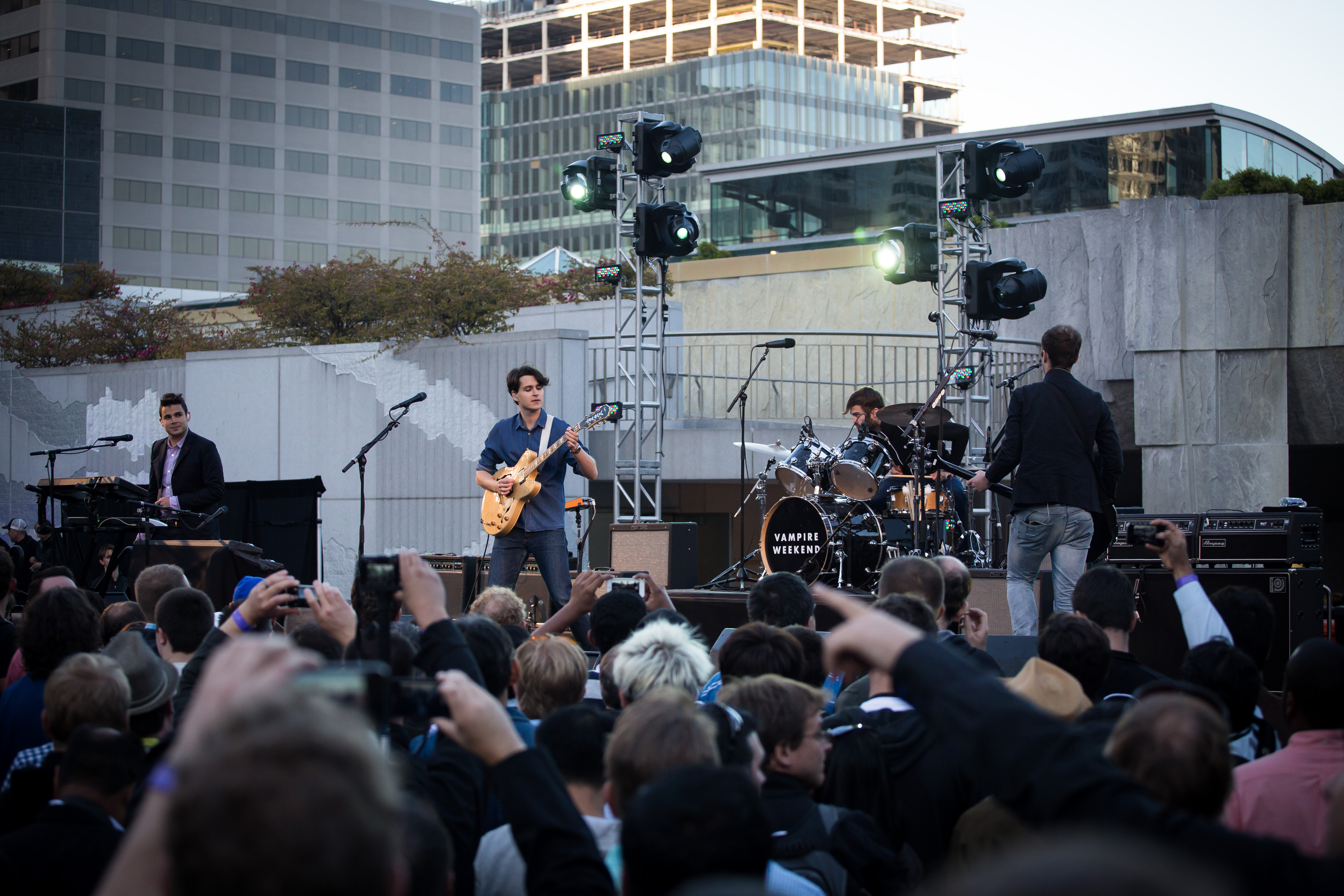
Vampire Weekend 2013

Vampire Weekend — американская рок-группа из Нью-Йорка, образованная в 2006 году. В её состав входят Эзра Кениг, Крис Томсон и Крис Байо.

## История
Будущие участники группы встретились во время учёбы в Колумбийском университете. Связала их общая любовь к панку и африканской музыке. Название для группы было взято из названия короткого фильма, снятого Эзрой Кенигом. Он считает, что образ вампира в названии помог группе распространить свои песни через интернет, привлекая людей, которые могли бы и не услышать их музыку. По слухам, первоначально группа планировала назваться просто «Weekend». Участники группы играли концерты на площадках неподалёку от Колумбийского университета, а после окончания учёбы начали запись дебютного альбома, одновременно работая на полных ставках (Томсон был музыкальным архивариусом, а Кениг — учителем английского языка в средней школе).
В 2007 году их песня «Cape Cod Kwassa Kwassa» оказалась на 67 месте в списке 100 лучших песен года, составленном журналом Rolling Stone. Vampire Weekend добились успеха прежде всего благодаря шумихе в интернет-блогах, подогретой тем, что дебютный альбом оказался в сети до официального релиза. Внимание интернет-пользователей привело к большим предзаказам пластинки. Vampire Weekend были объявлены журналом Spin «Лучшей новой группой года» в номере за март 2008 г. и стали первой группой, появившейся на обложке этого журнала ещё до выхода дебютного альбома. Четыре песни с первого альбома группы вошли в список «100 самых горячих песен» 2008 года, составленный авторитетной австралийской радиостанцией Triple J по результатам опроса более 800 тысяч слушателей. Однако шумиха в интернете привела к критике образа Vampire Weekend как богатых выпускников университетов Лиги Плюща, ворующих идеи иностранных музыкантов. Один критик даже назвал группу «белой костью от музыки», что несколько неожиданно, учитывая украинские, персидские, итальянские и венгерские корни участников группы. Кроме того, эти претензии были в значительной степени необоснованными, так как Кениг позже объяснил, что некоторые участники группы попали в Колумбийский университет благодаря грантам на обучение, а сам он до сих пор выплачивает кредит, взятый на оплату учёбы.

### Vampire Weekend(2008)
Дебютный альбом группы, Vampire Weekend, вышел 29 января 2008 года. Он пользовался большим успехом как в США, так и в Великобритании, поднявшись в UK Albums Chart до 15 места, а в чарте Billboard 200 — до 17. С альбома было выпущено четыре сингла, самыми успешными из которых стали «A-Punk» и «Oxford Comma». «A-Punk» поднялся до 25 места в чарте Billboard Modern Rock Tracks и до 55 — в UK Singles Chart, «Oxford Comma» находился на 38 месте в Великобритании. Rolling Stone поместил «A-Punk» на четвёртое место в списке лучших песен 2008 года. Эта песня также звучала в комедии «Сводные братья», использовалась в британском ситкоме «Переростки» и в видеоиграх Guitar Hero V, Just Dance 2 и Lego Rock Band.
На ранних этапах карьеры значительное внимание СМИ привлекало то, как Vampire Weekend смешивают американскую и африканскую поп-музыку. Однако, несмотря на признание в любви к музыке Африки и частое упоминание Кенигом популярной музыки Мадагаскара 1980-х гг. как источника вдохновения, Vampire Weekend всегда утверждали, что не являются «африканской группой». Как Кениг высказался в интервью, Vampire Weekend опасались быть восприняты как часть западной тенденции к фетишизации этнической музыки.

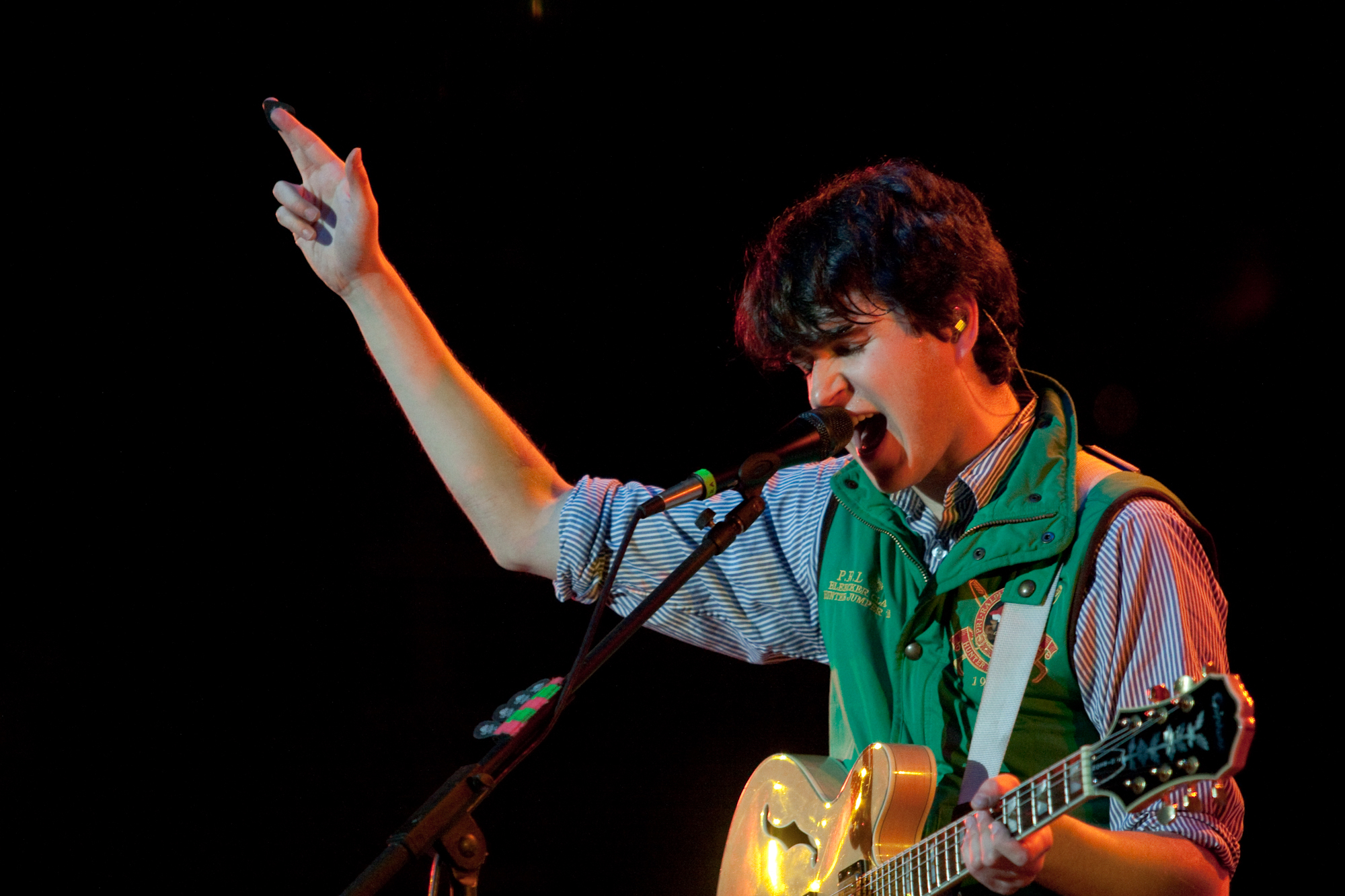
Эзра Кениг на концерте в декабре 2009 года

### Contra(2010)
Второй альбом группы, Contra, был выпущен 11 января 2010 года в Великобритании и на следующий день в США. 12 января песня «Horchata» была выложена на сайте музыкантов для бесплатного скачивания. Первый сингл с альбома, «Cousins», вышел 17 ноября 2009 года. Диски и пластинки, продававшиеся в независимых музыкальных магазинах США, включали бонусный CD Contra Megamelt, состоящий из трех треков мексиканского диджея и продюсера Toy Selectah, ремикшировавшего песни с нового альбома Vampire Weekend. Contra стал первым альбомом группы, дебютировавшим на первом месте Billboard 200.
9 января 2010 года группа сыграла акустический концерт MTV Unplugged. В следующем месяце группа гастролировала по Европе и Великобритании с канадским дуэтом Fan Death на разогреве. 18 февраля 2010 года вышел новый сингл «Giving Up the Gun» и клип на эту песню, в котором снялись Джо Джонас, Lil Jon, RZA и Джейк Джилленхол.
6 марта 2010 года группа стала музыкальным гостем передачи Saturday Night Live с комиком Заком Галифианакисом в качестве приглашенного ведущего. Кроме того, весной и летом 2010 года Vampire Weekend играли на крупных музыкальных фестивалях в США (Coachella, All Points West), Австралии (Grooving the Moo’), Великобритании (Glastonbury), Испании (Festival Internacional de Benicàssim), Швеции (Peace and Love) и даже Южной Корее (Jisan Valley Rock Festival). А в августе Vampire Weekend отправились в турне по Северной Америке совместно с группами Beach House и Dum Dum Girls.
Между тем, 7 июня 2010 года был выпущен третий сингл «Holiday». Эта песня прозвучала в летних рекламных роликах Tommy Hilfiger и Honda. Ещё одна новая песня, «Jonathan Low», была обнародована на саундтреке к фильму «Сумерки. Сага. Затмение», выпущенном 8 июня.
Летом 2010 года модель Кирстен Кеннис, чей портрет, сделанный в 1983 году, был использован в оформлении альбома, подала против Vampire Weekend иск на сумму в более чем 2 миллиона долларов. Кеннис заявила, что фотография использовалась без её согласия и ведома, а фотограф Тод Броди не имел права продавать её изображение. Ни группа, ни фотограф ситуацию не комментировали. Дальнейшая судьба иска неизвестна.
Contra номинировался на «Грэмми» в номинации «Лучший альтернативный альбом», но уступил альбому Brothers группы The Black Keys.

### Modern Vampires of the City(2013)
На вопросы о третьем альбоме вскоре после выхода Contra, Кениг отвечал, что не видит смысла торопиться. В интервью MTV Кениг заявлял, что если первые альбомы были вдохновлены прежде всего природой, то на новом альбоме группа черпала вдохновение из высокобюджетных комедий, таких, как «Секс-гуру» и «Война невест». Однако впоследствии Крис Байо опровергнул это, сообщив, что это была всего лишь шутка.
Во время перерыва участники группы занимались сольными проектами. Крис Байо выступал с DJ-сетами и снялся в независимом фильме Боба Байингтона «Кто-то там наверху любит меня», завоевавшем в 2012 году специальный приз жюри кинофестиваля в Локарно. Ростам Батманглидж работал над сольным материалом и продюсировал треки для хип-хоп группы Das Racist. Эзра Кениг посотрудничал с проектом Major Lazer.
11 ноября 2011 года стало известно, что Vampire Weekend уже сочиняют и записывают материал для третьего альбома под рабочим названием LP3 в одной из студий Бруклина. 26 апреля 2012 года Rolling Stone сообщил, что альбом может быть выпущен ещё до конца года. Надо отметить, что члены группы сообщали прессе чрезвычайно мало подробностей относительно будущего альбома, заявив: «Можно раздать кучу интервью, пока работаешь над альбомом, но мы не хотим, чтобы сказанное нами шесть месяцев назад повлияло на то, какой люди услышат готовую пластинку».
12 июля 2012 года на концерте в Кливленде была обнародована новая песня под рабочим названием «New Song No.2». 31 октября 2012 года эта песня была исполнена уже под официальным названием «Unbelievers». Согласно интервью журналу Spin, две другие песни с альбома будут носить названия «Obvious Bicycle» и «Diane Young».

### Father of the Bride(2019)
Четвёртый альбом группы Father of the Bride вышел 3 мая 2019 года. На 62-й церемонии "Грэмми" альбом выиграл в номинаций Лучший альтернативный альбом.

## Участники группы

### Текущие участники
- Эзра Кениг — вокал, гитара, тексты (2006 — настоящее время)
- Крис Томсон — ударные, перкуссия (2006 — настоящее время)
- Крис Байо — бас-гитара, бэк-вокал (2006 — настоящее время)

### Бывшие участники
- Ростам Батманглидж — клавишные, гитара, бэк-вокал, тексты (2006—2016)

### Участники живых выступлений
- Грета Морган — клавишные, гитара, бэк-вокал (2018 — настоящее время)
- Брайан Роберт Джонс — гитара, бэк-вокал (2018 — настоящее время)
- Гарретт Рэй — ударные, бэк-вокал (2018 — настоящее время)
- Уилл Канцонери — клавишные, бэк-вокал (2018 — настоящее время)

## Дискография

### Студийные альбомы
| Год  | Альбом | Позиции в чартах | Позиции в чартах | Позиции в чартах   | Позиции в чартах      | Позиции в чартах | Позиции в чартах | Позиции в чартах  | Позиции в чартах | Позиции в чартах   | Сертификация               |
| Год  | Альбом | Billboard 200    | US Rock          | Independent Albums | Canadian Albums Chart | UK Albums Chart  | UK Indie Chart   | Sverigetopplistan | ARIA Charts      | Irish Albums Chart | Сертификация               |
| ---- | --- | ---------------- | ---------------- | ------------------ | --------------------- | ---------------- | ---------------- | ----------------- | ---------------- | ------------------ | -------------------------- |
| 2008 | Vampire Weekend - Выпущен: 29 января 2008 года - Лейбл: XL - Форматы: CD, LP, цифровая загрузка           | 17               | 4                | 2                  | —                     | 15               | 1                | 44                | 37               | 23                 | золотой платиновый золотой |
| 2010 | Contra - Выпущен: 11 января 2010 года - Лейбл: XL - Форматы: CD, LP, цифровая загрузка                    | 1                | 1                | 1                  | 1                     | 3                | 1                | 14                | 2                | 4                  | золотой                    |
| 2013 | Modern Vampires of the City - Выпущен: 14 мая 2013 - Лейбл: XL - Форматы: CD, LP, цифровая загрузка       | 1                | 1                | 1                  | 2                     | 3                |                  | 17                | 7                |                    | серебряный                 |
| 2019 | Father of the Bride - Выпущен: 3 мая 2019 - Лейбл: Columbia - Форматы: CD, LP, кассета, цифровая загрузка | 1                | 1                | 1                  | 6                     | 2                |                  | 31                | 8                | 5                  |                            |
| 2024 | Only God Was Above Us - Выпущен: 5 апреля 2024 - Лейбл: Columbia - Форматы: CD, LP, цифровое скачивание   | 27               | 8                |                    |                       | 11               |                  |                   | 72               | 21                 |                            |

### Мини-альбомы
- Vampire Weekend (2007)
- iTunes Session (2010)

### Синглы
| Год  | Песня                           | Высшая позиция в чартах | Высшая позиция в чартах | Высшая позиция в чартах | Высшая позиция в чартах | Высшая позиция в чартах | Высшая позиция в чартах | Альбом          |
| Год  | Песня                           | Billboard Hot 100       | Alternative Songs       | Pop 100                 | Ultratop 50             | UK Singles Chart        | UK Indie Chart          | Альбом          |
| ---- | ------------------------------- | ----------------------- | ----------------------- | ----------------------- | ----------------------- | ----------------------- | ----------------------- | --------------- |
| 2007 | «Mansard Roof»                  | —                       | —                       | —                       | —                       | —                       | —                       | Vampire Weekend |
| 2008 | «A-Punk»                        | 106                     | 25                      | 91                      | —                       | 55                      | 1                       | Vampire Weekend |
| 2008 | «Oxford Comma»                  | —                       | —                       | —                       | —                       | 38                      | —                       | Vampire Weekend |
| 2008 | «Cape Cod Kwassa Kwassa»        | —                       | —                       | —                       | —                       | 178                     | 1                       | Vampire Weekend |
| 2008 | «The Kids Don't Stand a Chance» | —                       | —                       | —                       | —                       | 178                     | 1                       | Vampire Weekend |
| 2009 | «Horchata»                      | 102                     | —                       | —                       | 26                      | —                       | —                       | Contra          |
| 2009 | «Cousins»                       | —                       | 18                      | —                       | —                       | 39                      | 3                       | Contra          |
| 2010 | «Giving Up the Gun»             | —                       | 34                      | —                       | 65                      | 172                     | 8                       | Contra          |
| 2010 | «Holiday»                       | 125                     | 31                      | —                       | 55                      | 183                     | 12                      | Contra          |
| 2010 | «White Sky»                     | —                       | —                       | —                       | 66                      | 78                      | 6                       | Contra          |

### Другие треки
Vampire Weekend записали кавер-версию песни «Exit Music (For a Film)» для бесплатного трибьют-альбома, посвященного десятилетию альбома OK Computer Radiohead. Они также исполняли песни «Everywhere» Fleetwood Mac, «I’m Going Down» Брюса Спрингстина, «Have I the Right?» The Honeycombs и «Ruby Soho» Rancid.
Также Vampire Weekend записали песню «Ottoman» для саундтрека к фильму «Будь моим парнем на пять минут». Её впоследствии исполнил и семплировал рэпер Kid Cudi. Два трека с дебютного альбома группы прозвучали в комедии «Люблю тебя, чувак». Песня «Jonathan Low» вошла в саундтрек к фильму «Сумерки. Сага. Затмение».
Ростам Батманглидж участвует в совместном проекте Discovery с Уэсом Майлзом из группы Ra Ra Riot. В их песне «Carby» принял участие и Эзра Кениг. Также вокал Кенига можно услышать в песне «Warm Heart of Africa» The Very Best.

### Видеоклипы
| Год  | Песня                    | Альбом          | Режиссёр       |
| ---- | ------------------------ | --------------- | -------------- |
| 2007 | «Mansard Roof»           | Vampire Weekend | Алексис Болинг |
| 2008 | «A-Punk»                 | Vampire Weekend | Гарт Дженнингс |
| 2008 | «Oxford Comma»           | Vampire Weekend | Ричард Айоади  |
| 2008 | «Cape Cod Kwassa Kwassa» | Vampire Weekend | Ричард Айоади  |
| 2009 | «Cousins»                | Contra          | Гарт Дженнингс |
| 2010 | «Giving Up the Gun»      | Contra          | The Malloys    |
| 2010 | «Holiday»                | Contra          | The Malloys    |

## В популярной культуре
Шестой эпизод второго сезона сериала «Касл», в котором идет речь о Хэллоуине и подражателях вампиров, называется «Vampire Weekend».
В январе 2012 года президент США Барак Обама включил Vampire Weekend в шорт-лист музыкантов, на поддержку которых он надеется во время кампании по переизбранию. В этом списке фигурируют такие музыканты, как Arcade Fire, Jay-Z и Алиша Киз.
Аккуратный «преппи»-стиль одежды участников группы предположительно вдохновлен их дружбой с лос-анджелесским дизайнером Брином Ландером, по имени которого названа песня «Bryn». Как дань уважения к влиянию на стиль группы и исполнителей, последовавших за ней, эта песня в настоящее время используется для запуска нового бутика Ландера.
Джейк Джилленхол снялся в клипе «Giving Up the Gun» в роли теннисиста.